# Município de Washington (condado de Sandusky, Ohio)
O município de Washington (em inglês: Washington Township) é um município localizado no condado de Sandusky no estado estadounidense de Ohio. No ano de 2010 tinha uma população de 2.332 habitantes e uma densidade populacional de 18,48 pessoas por km².

## Geografia
O município de Washington encontra-se localizado nas coordenadas 41° 23′ 55″ N, 83° 14′ 35″ O. Segundo a Departamento do Censo dos Estados Unidos, o município tem uma superfície total de 126,19 km², da qual 126,03 km² correspondem a terra firme e (0,13 %) 0,16 km² é água.

## Demografia
Segundo o censo de 2010, tinha 2.332 habitantes residindo no município de Washington. A densidade populacional era de 18,48 hab./km². Dos 2.332 habitantes, o município de Washington estava composto pelo 94,6 % brancos, o 0,47 % eram afroamericanos, o 0,51 % eram amerindios, o 0,13 % eram asiáticos, o 2,1 % eram de outras raças e o 2,19 % eram de uma mistura de raças. Do total da população o 9,78 % eram hispanos ou latinos de qualquer raça.